# پرسه‌زن
پرسه‌زن (یا به تعبیری پِلِکَنده از ریشه پِلِکیدن) یا فلانور (فرانسوی: Flâneur‎؛ (تلفظ می‌شود [flɑnœʁ]) مفهومی است که از زبان فرانسه به عاریه گرفته شده‌است که به معنای قدم زنی است. شارل بودلر، شاعر و نویسندهٔ فرانسوی مفهومی دیگر از آن مشتق کرد که به معنای فردی است که در شهر قدم می‌زند تا آن را شخصاً تجربه کند. به علت استفادهٔ بودلر و دیگر اندیشمندان در حوزه‌های مختلف اقتصادی، فرهنگی و ادبی، پرسه‌زن مفهومی مهم در پدیده‌های شهری و مدرنیته شد. پرسه‌زنی تنها به قدم زنی در خیابان‌های شهر محدود نمی‌شود؛ بلکه می‌تواند شیوه ای از تفکر فلسفی و زندگی باشد.
بودلر پرسه‌زنی را یک قدم زن با شخصیت در خیابان‌های شهر توصیف می‌کند که نقشی اساسی در درک و ترسیم فضای شهر دارد. مفهوم پرسه‌زن در بحث پدیدهٔ مدرنیته در محافل دانشگاهی مفهوم مهمی است. همچنین این مفهوم دریچه ای از تفکر در زمینه‌های معماری و شهرسازی را باز کرده‌است. والتر بنیامین فیلسوف و زیبایی‌شناس مارکسیست آلمانی، این مفهوم را ابزاری برای تحلیل و همچنین شیوه ای از زندگی می‌داند. از دیدگاه مارکسیستی او، پرسه‌زنی مولود زندگی مدرن و انقلاب صنعتی است. وی خود به نمونه ای از پرسه‌زن تبدیل شد که خیابان‌های پاریس را مشاهده می‌کرد و به مطالعات اجتماعی و زیبایی شناختی می‌پرداخت.
.